# كيف يعمل الصحفيون في العالم الثالث (كتاب)
كيف يعمل الصحفيون في العالم الثالث هو كتاب صدر في الولايات المتحدة الأمريكية باللغة الإنجليزية سنة 1987، ونقله إلى العربية كمال عبد الرؤوف.
ويتألف الكتاب من مجموعة دراسات بأقلام مؤلفين عالمين معروفبين، إلا أن ألبرت هستر، محرر الكتاب هو الذي قام بإجراء القسم الأكبر من هذه الدراسات.
يعالج هذا الكتاب قضايا الصحفيين والمراسلين في العالم الثالث، ويصور مايتعرضون له من ضغوط وما يواجهون من مشكلات.
Hester, Albert L.; To, Wai Lan J. (1987). Handbook for Third World journalists. Athens, Georgia: Center for International Mass Communication Training and Research, Henry W. Grady School of Journalism and Mass Communication, University of Georgia. ISBN 094308900X.